# Robotix (film)
Robotix: The Movie (Skalorr - planeta robotów) –  amerykański / kanadyjski film animowany oparty na marce zabawek firmy Hasbro, wyprodukowany wspólnie przez wytwórnie Sunbow i Marvel a zanimowany przez japońskie Toei Animation. Film kompiluje 15 odcinków (6-ciominutowych) serii animowanej Robotix, która była emitowana wcześniej w telewizji.
W grudniu 1989 wyświetlany w kinach w Krakowie.

## Wersja polska
Skalorr - Planeta robotów (Robotix) – wersja wydana na VHS z angielskim dubbingiem i polskim lektorem.
- Wersja polska: ITI Home Video[3]
- Tekst: Mariusz Arno Jaworowski
- Czytał: Marek Gajewski